# 北海道道661号士幌然別湖線
北海道道661号士幌然別湖線（ほっかいどうどう661ごう しほろしかりべつこせん）は、北海道河東郡士幌町と鹿追町を上士幌町を経由して結ぶ一般道道である。

## 概要
士幌高原道路（しほろこうげんどうろ）とも呼ばれ、自然環境保護による建設の是非を長期に渡って議論した結果、北海道知事の判断により上士幌町上音更〜終点間は建設が中止されている（後述）。

### 路線データ
- 起点：北海道河東郡士幌町中音更（北海道道134号本別士幌線交点）
- 終点：北海道河東郡鹿追町北瓜幕（然別湖）
- 総延長：24.971 km
- 実延長：18.764 km
- 重用延長：1.904 km
- 未供用延長：4.303 km

### 道路管理者
- 十勝総合振興局 帯広建設管理部 事業課
- 十勝総合振興局 帯広建設管理部 鹿追出張所

## 歴史
- 1969年（昭和44年）6月18日 - 路線認定[1]。
- 1973年（昭和48年） - 未着工区間の建設中断。
- 1997年（平成9年）7月15日 - 事業再評価の対象となる。
- 1999年（平成11年）3月17日 - 未着工区間の建設中止を決定。

### 事業再評価による建設中止
当道は士幌町が町道として整備する予定だったものを北海道道認定したものである。当初より自然環境保護団体などから建設反対の声が大きく、自然環境調査では希少生物であるエゾナキウサギなどが確認され、生態系を壊す恐れがあることからトンネルで抜けるルート案に変更するなどされたが、北海道が行った事業再評価（時のアセスメント）で、国立公園第1種特別地域であり自然環境保全を求められていること、国道274号・北海道道85号ルートが確保されており費用対効果が低いことなどを総合的に勘案し、当時の知事である堀達也が 1999年（平成11年）に建設中止を表明した。

## 地理

### 通過する自治体
- 十勝総合振興局
  - 河東郡士幌町
  - 河東郡上士幌町
  - 河東郡鹿追町

### 交差する道路
士幌町
- 北海道道134号本別士幌線 - 中音更（起点）
- 北海道道337号上士幌士幌音更線 - 中音更

鹿追町
- 北海道道85号鹿追糠平線 - 北瓜幕（建設中止のため実際は接続せず）